# The House of Blue Light
The House of Blue Light je dvanácté studiové album anglické hard rockové hudební skupiny Deep Purple, vydané v roce 1987.

## Seznam skladeb
| Pořadí | Název              | Autor                            | Délka |
| ------ | ------------------ | -------------------------------- | ----- |
| 1.     | Bad Attitude       | Blackmore, Gillan, Glover, Lord  | 4:43  |
| 2.     | The Unwritten Law  | Blackmore, Gillan, Glover, Paice | 4:34  |
| 3.     | Call of the Wild   | Gillan, Blackmore, Glover, Lord  | 4:50  |
| 4.     | Mad Dog            | Blackmore, Gillan, Glover        | 4:29  |
| 5.     | Black & White      | Blackmore, Gillan, Glover, Lord  | 3:39  |
| 6.     | Hard Lovin’ Woman  | Blackmore, Gillan, Glover        | 3:24  |
| 7.     | The Spanish Archer | Blackmore, Gillan, Glover        | 4:56  |
| 8.     | Strangeways        | Blackmore, Gillan, Glover        | 5:56  |
| 9.     | Mitzi Dupree       | Blackmore, Gillan, Glover        | 5:03  |
| 10.    | Dead or Alive      | Blackmore, Gillan, Glover        | 4:42  |

## Sestava
- Ian Gillan – zpěv, konga, harmonika
- Ritchie Blackmore – kytara
- Roger Glover – baskytara
- Jon Lord – klávesy, syntezátor
- Ian Paice – bicí